# Chiesa di San Giorgio (Banoštor)
La chiesa di San Giorgio è una chiesa ortodossa di Banoštor, comunità amministrativa di Beočin, nella provincia serba della Voivodina e nell'eparchia della Sirmia. È iscritto alla lista dei monumenti di grande importanza della Serbia.

## Descrizione
Completata nella prima metà del XIX secolo, possiede una navata unica prolungata da un coro rettangolare. L’estremità occidentale è sormontata da un tozzo campanile. L’importanza del monumento deriva dall’iconostasi scolpita da Maksim Lazarević nel 1833, in stile classico. Le icone vennero dipinte da Konstantin Pantelić nel 1836. Gli affreschi delle pareti sono invece di un artista anonimo. Un’altra opera d’arte che la chiesa contiene è una Vergine col bambino, copia della Vergine Vinča ed opera barocca di Grigorije Davidović-Opšić (XVIII secolo).